# Autographa effusa
Autographa effusa är en fjärilsart som beskrevs av Taco Hajo van Wisselingh 1959. Autographa effusa ingår i släktet Autographa och familjen nattflyn. Inga underarter finns listade i Catalogue of Life.